# کودتای ۲۰۱۷ زیمبابوه
کودتا ۲۰۱۷ زیمبابوه (انگلیسی: 2017 Zimbabwean coup d'état) در غروب سه شنبه ۱۴ نوامبر ۲۰۱۷ رخ داد. در این رویداد یکان‌هایی از نیروهای دفاعی زیمبابوه در اطراف هراره، پایتخت زیمبابوه جمع شده و ادارهٔ تلویزیون این کشور و سایر دوائر پایتخت را به کنترل خود درآوردند. روز بعد طی بیانیه‌ای آن‌ها اعلام کردند که این اقدام یک کودتا نبود و رئیس‌جمهور رابرت موگابه در امنیت به سر می‌برد. جاکوب زوما رئیس‌جمهور آفریقای جنوبی که با موگابه تماس تلفنی داشته تأیید کرد که موگابه خوب ("fine") است ولی در حبس خانگی قرار دارد.

ارتش در بیانیه خود آورده‌است که هدفش مقابله با مجرمینی است که در کشور باعث رنج اجتماعی و اقتصادی شده‌اند که بعد از رسیدن به این اهداف شرایط کشور به احتمال زیاد به حالت عادی برخواهد گشت.

کودتا در میان تنش‌های موجود بین حزب حاکم (زانو پی اف) و امرسون منانگاگوا معاون پیشین رئیس‌جمهور که توسط ارتش حمایت شده بود، و بانوی اول گریس موگابه که توسط جناح جوانتر جی۴۰ پشتیبانی می‌شد، صورت گرفت تا وی جایگزین موگابه رئیس‌جمهور سالخورده شود.

هفته پیش امرسون منانگاگوا ، معاون رئیس‌جمهور توسط موگابه کنار گذاشته شد که بعد از آن همسر موگابه، گریس موگابه در این موقعیت قرار گرفته بود.
موگابه سرانجام در ۲۱ نوامبر ۲۰۱۷ استعفا داد .

## شرح واقعه
بر اساس گزارش‌های منتشر شده روز سه‌شنبه ۱۴ نوامبر ۲۰۱۷ چند واحد نظامی همراه با تعدادی تانک در نقاطی از هراره پایتخت زیمبابوه مستقر شدند.
ارتش زیمبابوه صبح روز چهارشنبه ۱۵ نوامبر ۲۰۱۷ اعلام کرد قدرت را از رابرت موگابه، رئیس‌جمهوری ۹۳ ساله آن کشور گرفته‌است. بر اساس شواهد در پایتخت زیمبابوه سربازان و خودروهای زرهی جاده‌های منتهی به دفاتر اصلی دولتی را مسدود کرده، جلوی ورود به پارلمان و دادگاه‌ها در مناطق مرکزی هراره را گرفته‌اند و نظامیان زیمبابوه منطقه‌ای که مقامات دولتی زندگی می‌کنند را با زره‌پوش محاصره کرده‌اند.

## دستگیری
جیکوب زوما، رئیس‌جمهوری آفریقای جنوبی صبح چهارشنبه ۱۵ نوامبر، گفت با رابرت موگابه تماس داشته و او گفته‌است که سالم است اما در حبس خانگی بسر می‌برد.

ژنرال سیبوسیسو گفت که رابرت موگابه، ۹۳ ساله، و خانواده او در امنیت هستند.

## اهداف
ژنرال سیبوسیسو گفت: «ما فقط جنایتکارانی را هدف قرار می‌دهیم که اطراف رئیس‌جمهوری را گرفته و مرتکب جنایت و باعث بروز مصایب اجتماعی و اقتصادی می‌شوند.»

رئیس ستاد ارتش زیمبابوه نیز گفت: «ارتش در نظر دارد، از ادامه پاکسازی طرفداران امرسون منانگاگوا جلوگیری کند.» منانگاگوا ، معاون رئیس‌جمهوری زیمبابوه و از اعضای رهبری حزب حاکم زانو پی اف بود و گاه از او به عنوان جانشین احتمالی رابرت موگابه نام برده می‌شد اما چند روز پیش، به دستور آقای موگابه برکنار شد.